# Provincia Cautín
Cautín (Provincia de Cautín) este o provincie din regiunea La Araucanía, Chile, cu o populație de 692.582 locuitori (2012) și o suprafață de 18409 km2.